# Siddinghausen

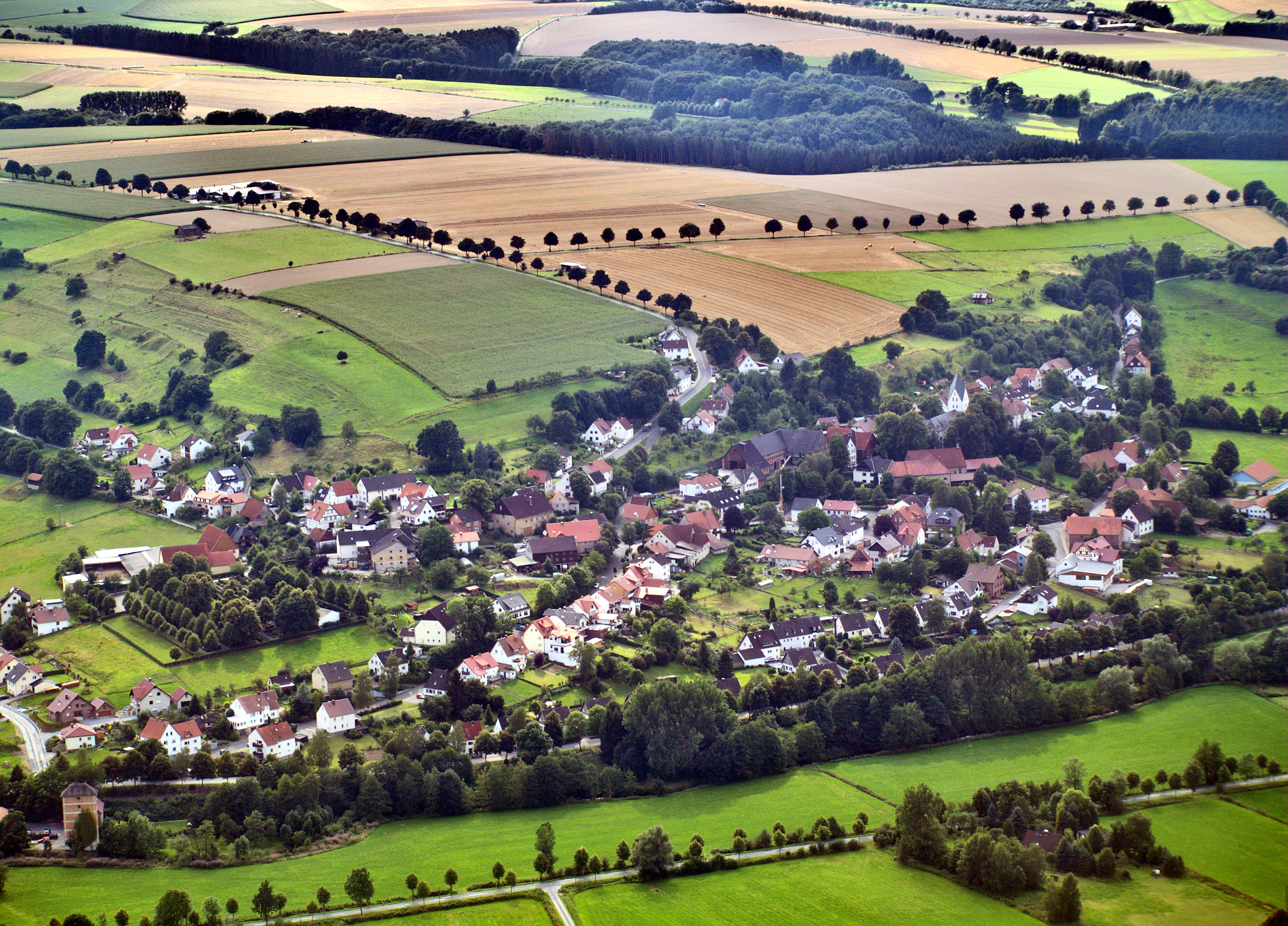
Luchtopname van het dorp

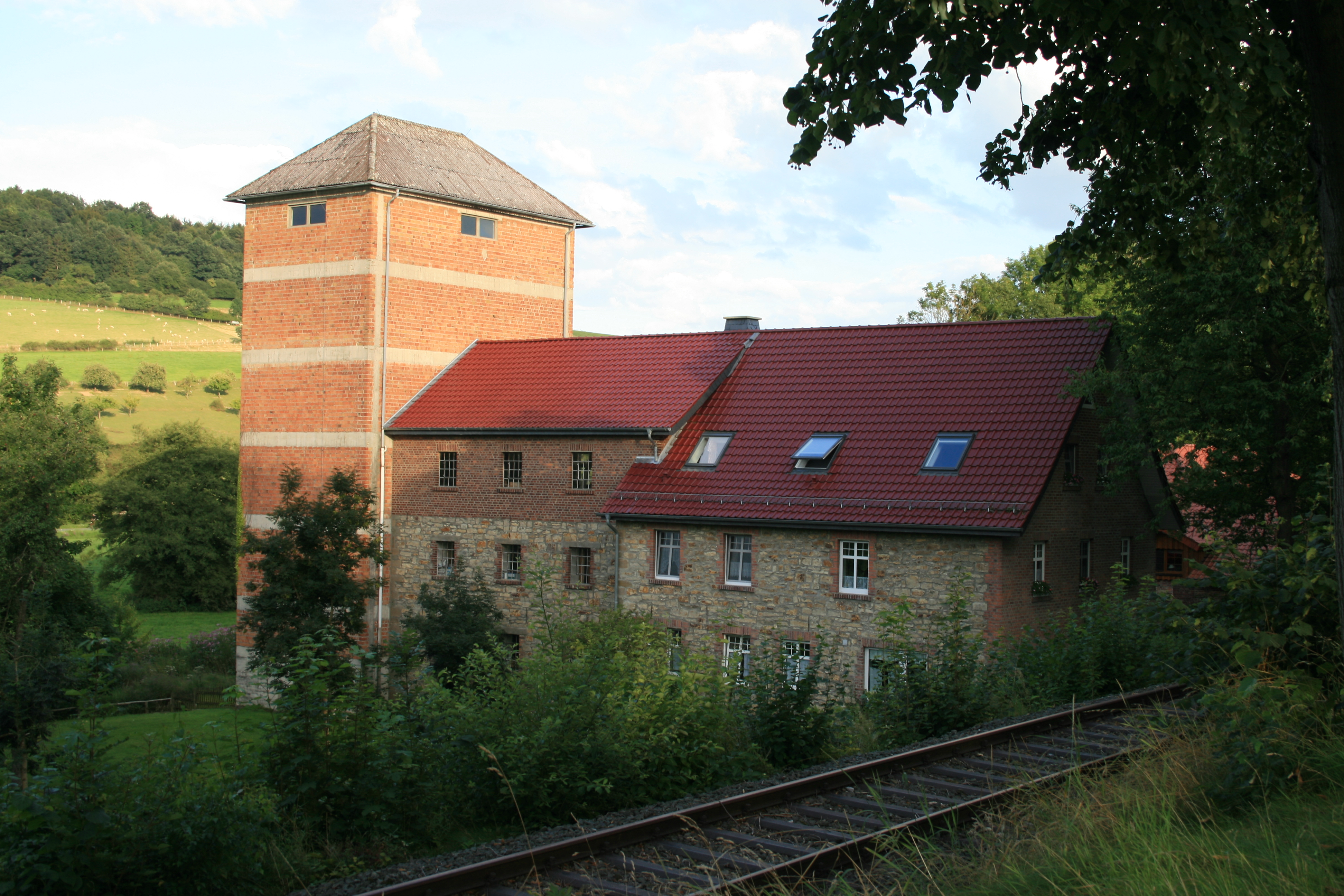
De watermolen van Siddinghausen

Siddinghausen is een dorp in de gemeente Büren, in de Duitse deelstaat Noordrijn-Westfalen. Het dorp, dat ongeveer 1200 inwoners telt, ligt aan de bovenloop van de Alme, nabij het Sauerland.

## Geschiedenis
De geschiedenis van het dorp gaat waarschijnlijk tot de 8e eeuw terug, toen een edelman met de naam Sidag een houten kerk zou hebben laten bouwen die door paus Leo III zou zijn gewijd in het bijzijn van Karel de Grote. Rondom de kerk ontstond een nederzetting met de naam Sidaghausen, waaruit de naam Siddinghausen voortkwam. De enige bron hiervoor is echter een oorkonde uit de negende eeuw. In de negende eeuw kwam er een stenen kerk, later gevolgd door een kerk in Romaanse stijl in de 12e eeuw. Resten hiervan bevinden zich in de westelijke toren van de huidige Johannes de Doperkerk in barokstijl, die uit de 17e en 18e eeuw dateert. 
Een belangrijk onderdeel van de geschiedenis is de Johanneseiche (Johanneseik) die in de bossen nabij Siddinghausen
heeft gestaan. Zeker vanaf de 17e eeuw vonden processies plaats van de kerk naar deze eik, op de dag van de heilige Johannes de Doper, 24 juni. In 1977 werden de resten van de toen meer dan vierhonderd jaar oude boom geveld door een zware storm. In 1999 werd een nieuwe eik geplant.
Zowel de kerk als de eik komen prominent terug in het officieuze wapenschild van het dorp.

## Bestuur
Siddinghausen is onderdeel (Stadtteil) van de stad en gemeente Büren, en heeft sinds de indeling bij deze gemeente in 1975 geen eigen bestuur meer. Ortsvorsteher (plaatselijk vertegenwoordiger naar de gemeente toe) is sinds 2012 Johannes Schäfers.

## Verkeer en vervoer
Iets ten noorden van het dorp ligt de L637, de verbindingsweg door het dal van de Alme. Door Siddinghausen loopt de spoorweg van Paderborn naar Brilon, de Almetalbahn, maar deze wordt alleen nog voor toeristisch vervoer gebruikt tussen Büren en Brilon.

## Verenigingsleven
Siddinghausen kent vele verenigingen, waaronder een Heimatschutzverein (schutterij), een muziekvereniging, een sportvereniging en een blusgroep van de vrijwillige brandweer.